# Championnats d'Europe d'aviron 1922
Navigation
Édition précédente Édition suivante
Les championnats d'Europe d'aviron 1922, vingt-quatrième édition des championnats d'Europe d'aviron, ont lieu en 1922 à Barcelone, en Espagne.